# 2023年ブラジル三権広場襲撃事件
2023年ブラジル三権広場襲撃事件（2023ねんブラジルさんけんひろばしゅうげきじけん、葡: Invasões na Praça dos Três Poderes em 2023、又は三権中枢施設襲撃事件）は、2023年1月8日にブラジルで起きた政治的な暴動事件。当時の同国前大統領であったジャイール・ボルソナーロの支持者らおよそ4000人が、2022年ブラジル総選挙でのボルソナーロの落選は認めないとして、首都ブラジリアにある三権広場に集まり大統領府と連邦最高裁判所、国会議事堂をそれぞれ襲撃した。

## 背景
任期満了に伴い2022年10月30日に投開票された大統領選挙の決選投票では、元大統領のルーラが現職のボルソナーロに僅差で勝利し大統領職に返り咲く形となった。同日夜にはボルソナーロの支持者らが道路封鎖による抗議行動を行った。11月1日にはボルソナーロが「憲法を順守する」と述べ、政権移行を容認した。同月22日、ボルソナーロは一部の電子投票機で投じられた票の無効を訴えたが、選挙結果は高等選挙裁判所をはじめ国内外で承認されており結果が覆ることは無かった。ボルソナーロの支持者の間では軍隊による介入を求めるなど過激な抗議行動が行われた。12月22日、ルーラに当選証書が授与されたがボルソナーロの支持者らは連邦警察本部を襲撃し、過激な抗議を続けた。同月24日にはブラジリアの空港で爆発未遂事件が発生し逮捕者が出た。
2023年1月1日、ブラジリアでルーラの就任式が行われた。一方でボルソナーロは出国し式典には欠席した。

## 経過

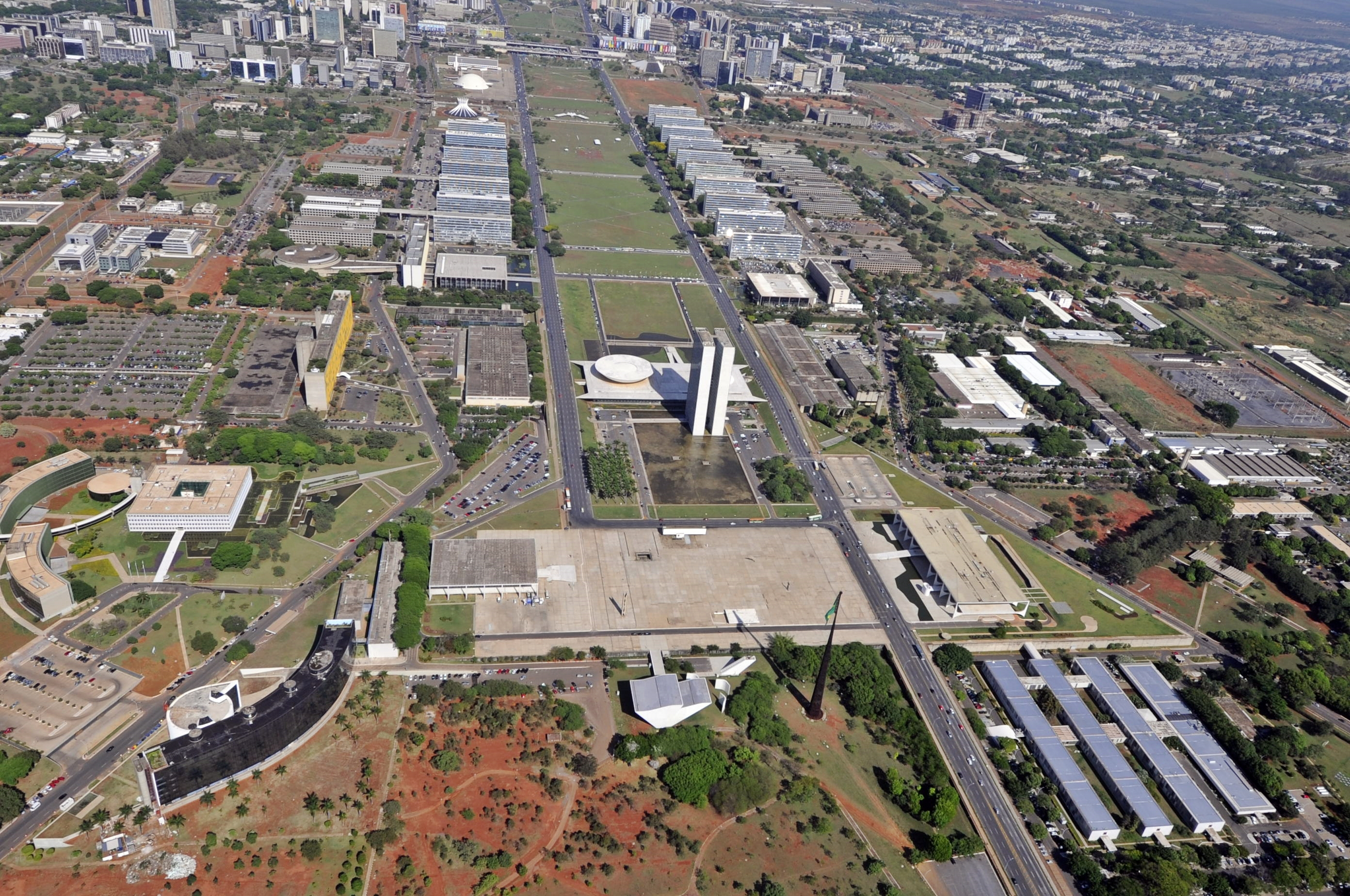
手前に三権広場、中央に議会、左に最高裁、右に大統領宮殿。抗議者らは画像奥の陸軍本部から行進した。

1月8日、ボルソナーロの支持者ら約4000人がSNSなどを通して首都ブラジリアに集結した。14時頃（ブラジル時間）、陸軍本部に集まった支持者らは8キロ先の三権広場を目指し行進。15時頃にはバリケードを突破。侵入者は議会の一部をスプリンクラーで水浸しにし、大統領府の窓から家具を投げ、最高裁では略奪を行った。
暴動鎮圧後、警察は約1500人を拘束した。また事前に手配されたバス40台が押収された。その後、女性や高齢者など600人が解放された。

## 反応

### 国内
- 古傷の治療のため、アメリカ合衆国フロリダ州オーランドの病院に入院していたボルソナーロは、自身が事件を扇動したというルーラ大統領の主張を否定した上で、「平和的な抗議」を行う権利を擁護した[12]。

### 国外
- アメリカ合衆国 - ジョー・バイデン大統領は、「民主主義と平和的な権力の移行に対する攻撃」と批判した[13]。

- 日本 - 中南米を歴訪中であった林芳正外務大臣は、9日にブラジルのマウロ・ヴィエイラ（英語版）外相と会談し、「暴力で民主主義を脅かすことは許されるべきではない」と非難した[14][15]。
- 欧州連合 - シャルル・ミシェル大統領は、「民主主義機関に対する攻撃は、絶対的に非難する」とした[16]。
- 国際連合 - アントニオ・グテーレス事務総長は、8日、ツイッターに「ブラジルの民主的な制度に対する今回の攻撃を非難する」と投稿した[17]

### その他
- 襲撃参加者の多くがボルソナーロの好んだ黄色を基調としたサッカーブラジル代表のユニフォームを着用していたことを受け、ブラジルサッカー連盟は「ユニフォームが非民主的で破壊的な行為に使用されるのを強く拒否する」と非難した[18]。
- 2020年アメリカ大統領選挙で選挙不正を主張したスティーブン・バノンや極右活動家のアリ・アレクサンダーはこの抗議運動を賞賛した[19][20]。